# 决昔那韦
决昔那韦（INN：Droxinavir；开发代号：SC 55389A），或译屈昔那韦，是Pharmacia公司研究的一种实验性蛋白酶抑制剂，用于治疗HIV感染。其研发于1995年3月6日停止。